# Ekaterini Voggoli
Ekaterini Voggoli (grekiska: Αικατερίνη Βόγγολη), född den 30 oktober 1970 i Lárisa, är en grekisk före detta friidrottare som under 1990-talet och början av 2000-talet tävlade i diskuskastning.
Voggolis första internationella mästerskapsfinal var VM 1999 då hon slutade på en elfte plats med ett kast på 61,00. Hon deltog även vid Olympiska sommarspelen 2000 då hon slutade nia med ett kast på 61,57.
VM 2001 i Edmonton blev en besvikelse och hon misslyckades att kvalificera sig till finalomgången. Bättre gick det året efter då hon blev europamästare före ryskan Natalja Sadova. Hennes längsta kast vid mästerskapen var på 64,31. 
Året efter deltog hon vid VM 2003 i Paris där hon var en av favoriterna. I finalen kastade hon 66,73 vilket var ett nytt personligt rekord emellertid fick hon se sig besegrad av både landsmannen Anastasia Kelesidou (som blev silvermedaljör) och segraren Irina Jattjenko.
Hennes sista stora internationella mästerskap blev Olympiska sommarspelen 2004 på hemmaplan i Aten. Två månader innan tävlingen kastade hon 67,72 vilket både var nytt personligt rekord och även nytt nationsrekord. Kastet gjorde henne till en av favoriterna inför mästerskapet. Hon tog sig lätt vidare till finalen men väl där slutade hon på en åttonde plats med ett längsta kast på 62,37. Segraren Sadovas längsta kast blev 67,02.